# Asian Film Festival
Asian Film Festival, anche noto come Asia-Pacific Film Festival è un festival del cinema Asiatico itinerante, la prima edizione si tenne nel 1954. Al festival partecipano film designati dal Consiglio di Amministrazione della Federazione dei produttori cinematografici dell'Asia Pacifica.

## Categorie
- miglior cortometraggio
- miglior film d'animazione
- miglior documentario
- miglior regista
- miglior regia di cortometraggio
- miglior regista esordiente
- miglior attore
- migliore attrice
- migliore attrice emergente
- miglior attore non protagonista
- migliore attrice non protagonista
- miglior sceneggiatura
- miglior fotografia
- miglior direttore artistico
- miglior montaggio
- miglior musica
- miglior suono
- migliori effetti speciali
- miglior promessa
- gran premio della giuria
- premio speciale della giuria
- premio speciale
- menzione d'onore
- premio alla carriera
- miglior direzione artistica

## Membri partecipanti
- Australia
- Cina
- Georgia
- Hong Kong
- Indonesia
- India
- Iran
- Giappone
- Corea del Sud
- Kuwait
- Malaysia
- Nuova Zelanda[1]
- Filippine
- Taiwan
- Russia
- Singapore
- Thailandia
- Uzbekistan
- Vietnam
- Bangladesh